# Marcel Borràs
Marcel Borràs (Olot, Garrotxa, 27 de novembre de 1989) és un actor de teatre, cinema i televisió català. Va debutar en el món de la interpretació amb papers com el de «Chico» a Tres metros sobre el cielo de Fernando González Molina, o en el paper de Roger a la sèrie de televisió de Pau Freixes Polseres vermelles, entre d'altres papers.
L'any 2007 crea una companyia de teatre amb l'actor Nao Albet, amb qui ha escrit i dirigit més de mitja dotzena d'obres, com Atraco, paliza y muerte en Agbanäspach, HAMLE.T.3 i Mammón, entre d'altres. Al novembre de 2016 se'ls atorga el premi "Ojo Crítico de Teatro",de RNE.
És parella de la també actriu Aina Clotet amb qui té una filla.

## Filmografia
| Televisió | Televisió                             | Televisió  | Televisió                         |
| Any       | Títol                                 | Personatge | Notes                             |
| --------- | ------------------------------------- | ---------- | --------------------------------- |
| 2008      | Serrallonga, la llegenda del bandoler | Vermell    | (1x01 i 1x02)                     |
| 2009      | Hospital Central                      | Néstor     | Episodi "Mi hermano carnal"       |
| 2010      | La Riera                              | Nen        | 1 episodi (1x138)                 |
| 2010      | La sagrada família                    | Robert     | Episodi "La vida sexual del Nero" |
| 2011      | Germanes                              | Igor       |                                   |
| 2011      | Puzzled Love                          | Lucas      |                                   |
| 2011-2013 | Polseres vermelles                    | Roger      | Paper recurrent                   |
| 2016      | Cites                                 | Marcel     | (2x04 i 2x07)                     |

| Cinema | Cinema                             | Cinema     | Cinema          |
| Any    | Títol                              | Personatge | Notes           |
| ------ | ---------------------------------- | ---------- | --------------- |
| 2006   | 53 dies d'hivern                   |            | Paper secundari |
| 2007   | Dibujo de David                    | Pons       | Curtmetratge    |
| 2010   | Bruc                               | Miquel     | Paper secundari |
| 2010   | Tres metros sobre el cielo         | Chico      | Paper secundari |
| 2010   | Creuant el límit                   | Fran       | Paper principal |
| 2010   | El diario de Carlota               | Oriol      | Paper secundari |
| 2010   | El mal ajeno                       | Juanjo     | Paper secundari |
| 2012   | Tengo ganas de ti                  | Chico      | Paper secundari |
| 2017   | Incerta glòria                     | Lluís      | Paper principal |
| 2019   | Èxode, de la batalla a la frontera | Guillem    | Paper principal |